# 可變型戰鬥機

於Flash Back 2012中
隨メガロード01船團一同離開地球的VF-4

可變型戰鬥機或全領域可變型戰鬥機（Variable Fighter）是日本動畫《超時空要塞》系列中的一系列戰鬥機，也是故事中統合軍的主力武器，也有其他組織生產了同類型戰鬥機。受到可變型戰鬥機的首個型號VF-1女武神影響，「女武神」已經成為可變型戰鬥機的代詞。

## 命名
統合軍旗下軍機的編號系統與美國軍機的編號系統類似，由任務記號、設計序號和系列記號組成，各機種亦配有一個官方名稱。
任務記號
機種的用途以一組英文字母標示。在故事中曾經出現的任務記號有VF（可變型戰鬥機，Variable Fighter）、RVF（可變型電子作戰機）、VA（可變型攻擊機，Variable Attacker）、VB（可變型轟炸機，Variable Bomber）、VT（訓練用可變型戰鬥機）、VE（可變型早期預警機）、VF-X（實驗機，Variable Fighter eXperiment）和YF（原型機）。
設計序號
軍機的型號以整數順序編號，並有少數例外。從2008年至2067年間，可變型戰鬥機的設計序號已由VF-0排列至VF-31，當中有部份序號並未使用。亦有非整數順序的編號，例如VF-3000、VF-5000和衍生自VF-17的VF-171。同一款戰鬥機的相應正式型（VF）、實驗機（VF-X）和原型機（YF）通常共用同一設計序號，例如VF-X-1及VF-1、YF-19及VF-19；如改動較大則採用新序號，例如YF-21發展成VF-22、YF-24發展成VF-25和VF-27、YF-30發展成VF-31。
系列記號
同一設計序號內再細分的型號以英文字母標示。各機種的系列記號有所差異，但一般以A、B和C為量產機，S為指揮官專機，D為雙座位，T為訓練機，E為電子作戰機，G為精密射擊機。特別例子有VF-1J的「J」，代表日本（Japan）製造；或是VF-1EX的「EX」，表示駕駛艙裝有「EX-Gear」。
機種名稱
絕大多數機種都被賦予一個官方名稱。通常同一設計序號的機種會共用同一名稱。

## 基本設計

### 變型
可變型戰鬥機可以變型為三個型態（或模式，Mode），分別為戰鬥機形的Fighter、人形的Battroid和介乎兩者之間的Gerwalk。雖然各機種的變型結構有差異，但大部份戰機都有以下共同特徵：
- 主引擎組件在Gerwalk和Battroid型態用作腿部，中間裝有膝關節，排氣口部件則變成足部觸地（YF-21例外）。
- 尾翼可以收藏。
- 雙臂在Fighter型態時收藏於機身下方。
- 主翼可以收藏。
- Fighter型態的機身摺疊成Battroid的胸部和背部。

Fighter型態的可變型戰鬥機與現實中的現代戰鬥機無異，具高速度和高機動性，主要作用是高速飛行和空中戰鬥。
Gerwalk全稱「Ground Effective Reinforcement of Winged Armament with Locomotive Knee-joint」，其外表為戰鬥機伸出雙手和雙腿。Gerwalk起源於VF-X-1試飛時的變型失敗，及後再經實驗改良而成。由於戰機的主引擎裝設於腿部，所以伸出雙腿使引擎可以向多角度噴射。伸出的雙手可用作多角度射擊，以及手持物件飛行。此型態可用作低速和近地飛行，短場或垂直升降，以及逆向加速。
Battroid的最初設計目的是用於地面作戰，並於必要時與外星巨人進行搏擊。及後的實戰中，機師往往靈活運用戰機的快速變型能力和Battroid靈活的手腳，在空戰期間描準和射擊目標，甚至攔截導彈。
三段變型的設計使戰機同時具備飛機和陸上機械人的特點，能夠適應地面、天空和太空戰場，實現全領域作戰。運用外星科技製成的物料令戰機可以承受強大應力，並 在數秒間完成變型。在實際應用中時常會有Fighter與Gerwalk之間的不完全變型，最常見的是伸出雙腿而收藏雙臂，在加裝額外推進器時亦會長期收藏尾翼。

## 可變型戰鬥機

### 統合軍（量產機）
VF-1女武神（Valkyrie）（バルキリー）
2008年11月服役，是史上首次裝配熱核引擎的戰鬥機，也是統合軍首次正式大量裝備的可變型戰鬥機。
VF-4閃電三式（Lightning III）（ライトニングⅢ）
VF-1的後繼機種，着重於宇宙高速攔截戰鬥。其設定源自於洛克希德公司的黑鳥式偵查機，命名則是援引美英兩國生產過的兩架閃電式戰鬥機。於動畫作品中，僅在1987年發行的MTV：Flash Back 2012中短暫的出現。儘管在官方設定中其使用相當廣泛，但由於缺乏對應其主要服役時期之同系列動畫作品，故其知名度並不高。
VF-5
移民星球自行設計改裝的低成本戰鬥機。
VF-9短劍（Cutlass）（カットラス）
殖民星自行研發的輕型戰鬥機種，採用前掠翼。YF-19的開發亦參考了VF-9。
VF-11雷霆（Thunderbolt）（サンダーボルト）
與VF-14競標勝出，成為統合軍的主力戰鬥機，用以取代VF-4及VF-5000。
VF-14吸血鬼（Vampire）（ヴァンパイア）
由與YF-11競標落敗的YF-14改良而成，及後原始惡魔以之為基礎製成Fz-109。
VF-16
僅只於設計階段的機型，採用與VF-11MAXL相同的新一代的熱核引擎。
VF-17夢魘（Nightmare）（ナイトメア）
特種作戰機種，採用新式三角形機體以強化低可偵測性及攻擊力。已知的衍生型號包括A、C、D、S、T和T改。
VF-171夢魘Plus（Nightmare Plus）（ナイトメアプラス）
由VF-17的改良而成的量產機，是Macross Frontier船團的主力機。為使一般駕駛能順利操控而降低部分性能，但亦新增Ex-Gear等新科技。
VF-19王者之劍（Excalibur）（エクスカリバー）
計劃將取代VF-11成為下一代主力戰鬥機的機體。雖然標榜擁有與試作機YF-19相同運動性能，但為了讓一般兵也能駕駛，機體本身的設計有經過大幅度的修改。
VF-22雨燕（Sturmvögel II）（シュトゥルムフォーゲルⅡ）
少數生產的特務機。與傑特拉帝人的女性用的Queadluun-Rau外型相似的人型型態為其特徵
VF-25彌賽亞（Messiah）（メサイア）
以YF-24與YF-25為基礎所開發的機種，由Macross Frontier船團的LAI公司開發，用作取代VF-171。
VF-27路西法（Lucifer）（ルシファー）
Macross Galaxy船團依據YF-24自行研發的機種，因機體性能過於優異致使駕駛員限定需為生化改造人。
VF-31齊格菲/凱羅斯（Siegfried/Kairos）（ジークフリード/カイロス）
為YF-30柯羅諾斯的改良型制式量産機。
VF-XX 杰特拉帝女武神（Zentradian Valkyrie）（ゼントラーディアン・バルキリー）
《超时空要塞II：再爱一次》中登场。
VF-2SS 女武神II（Valkyrie II）（バルキリーII）
《超时空要塞II：再爱一次》中登场。2081年VF-2的宇宙式样。
VF-2JA 伊卡洛斯（Icarus）（イカロス）
《超时空要塞II：再爱一次》中登场。2081年VF-2的大气层内式样。
VF-3000十字軍（Crusader）（クルセイダー）
VF-1的後繼實驗機，著重在機體大型化並改良變形機構，被暱稱為「修長的女武神」（ストレッチバルキリー）。少數曾參加部分戰鬥以獲取研究數據。最終成為VF-5000的原型，另有改變設計的轟炸機型VF-3000B。
VF-5000星塵幻影（Star Mirage）（スターミラージュ）
VF-1的後繼機種，著重於大氣層內纏鬥。已知的衍生型號包括B、G和雙座位練習機T-G。

### 統合軍（試作機／先行量產機）
VF-0鳳凰（Phoenix）（フェニックス）
由VF-X-1臨時修改而成，是VF-1正式量產前應急製造的過渡機體，以應付統合戰爭期間反統合同盟的SV-51，曾參與原始文化遺物「A-Force」爭奪戰。
VF-X-1
VF-1的實驗機，藉由ASS-1上取得的外星技術所研發的材料及科技開發。
VF-X-10
VF-9的改良試作機。但在「マクロスエース」8月號記載此機體不是變型戰鬥機。
VF-X-11
VF-11的試作機。
YF-14
在非官方設定書「VFマスターファイル VF-19エクスカリバー 聖剣の軌跡」中的記載，是VF-14的試作機。
YF-19王者之劍（Excalibur）（エクスカリバー）
新星社所開發的VF-19的試作機。機體本身因無配置相關的操縱輔助強化系統，成為了考驗駕駛者技術的機體，堪稱VF史上最難操縱的野馬。
YF-21雨燕（Sturmvögel）（シュトゥルムフォーゲル）
通用銀河社所開發的VF-22的試作機。搭載BDI操縦系統。
YF-24進化（Evolution）（エボリューション）
VF-25與VF-27的原型機種。
YF-25預言（Prophecy）（プロフェシー）
位於YF-24進化與VF-25之彌賽亞間的試作機。
YF-26
在非官方設定書「VFマスターファイル VF-25メサイア 新たなる救世主」中的「VF-25 メサイア開発史」記載。此機體是交由Macross Olympia船團來開發，但期後船團發表與Macross Frontier船團共同開發VF-25後（原因是Olympia船團的位置在Frontier船團的後方約500萬光年。加上航行路線相同，遭遇到Vajra的可能性極大），此機體開發就中止。
YF-27沙哈爾（Shaher）（シャヘル）
是VF-27的試作機。Macross Galaxy船團把YF-24的資料改良所開發出來的機體，此機體設定由生化改造人利用思考來直接控制，期後用此機體資料來完成VF-27。
YF-29杜蘭朵（Durandal）（デュランダル）
以彌賽亞為基礎加入高純度空間跳躍水晶的高性能試作機。於劇場版戀離飛翼中作為主人公早乙女有人的機體登場。另外在PS3遊戲「マクロス30 銀河を繋ぐ歌声」裡還出現了屬於地球本國型號的YF-29B珀西瓦里（perceval）（パーツィバル）。
YF-30柯羅諾斯（Chronos）（クロノス）
在PS3遊戲「マクロス30 銀河を繋ぐ歌聲」中登場，為YF-29的空間跳躍系統和引擎改良的新型試作機，同時在戰鬥機型態時的兩腿之間新增了長方形狀的「多用途容器單元」（Multi-purpose Container Unit）背包武裝系統。是YF-24的後續機。

### 反統合同盟軍
SV-51
反統合同盟在統合戰爭時期開發，比VF-0更早投入實戰。

### 巴洛特軍
Fz-109 エルガーゾルン（Elgerzorene）
2045年將擄獲的VF-14改造後而成，性能接近VF-17，飛行駕駛艙完全封閉，有精神能量吸收光束可吸收並儲存；分為一般的A型與指揮官用的F型，原始惡魔ギギル即是駕駛F型。
Az-130パンツァーゾルン（ Panzerzorene）
巴洛特軍將原有的可變攻擊機VA-14改造而成，比Fz-109擁有更強的推力、火力、防御力，在重力下較寬闊的翼面也能有較好的滯空力，人型外觀也更厚重；一般飛行員駕駛的是A型。
FBz-99 ザウバーゲラン（Saubergeran）
改造自可變型炸機VAB-2D，為王牌飛行員用機體，擁有寬但短的機身，原始惡魔ガビル即駕駛G型。

### 空中騎士團
Sv-154長劍（SV-154 Suvado）（スヴァード）
空中騎士團轉化為可變型戰鬥機部隊及溫德米爾第一次獨立戰爭時使用的戰機。
Sv-262魔龍III（SV-262 Draken III）（ドラケンIII）
空中騎士團現在所使用的戰機。

## 可變型攻擊機
VA-14獵人（HUNTER）（ハンター）
由祖拿達飛行員用的VF-14改良而成的可變型攻擊機，為Macross5船隊的主力機種。主要改良包括強化裝甲和火力，機身因而比VF-14大。
VAB-2變異幻影（WRAITH VARIABLE）
VF-17的後繼改良攻擊機，配有四座熱核引擎的大型機種。
VA-3入侵者式攻擊機（Invader）（インベーダー）
全天候可變型攻擊機，具高載彈量，可於水中行動，B型時外表像半魚人。衍生型號有A、B、C、M。名稱援引自現實中的美軍攻擊機A-6入侵者。

## 可變型轟炸機
VB-6猛獸君王（König Monster）（ケーニッヒモンスター）
König為德文君王之意。為達到統合軍的要求：「可自行飛行並快速佈署的HWR-00」，第一次宇宙戰爭結束後研發人員導入VF戰機的變形系統藉以彌補HWR-00極劣的作戰移動力，將機身最大的組件－四門升級的長程光束砲－及兩具導彈匣收折後納入機身，並將笨重的腿部側移形成機翼，即是 一台擁有高移動力的機體，如同VF戰機一般有三種變型型態，但因武裝皆收納於機體內故飛機型態無戰鬥力，但表面裝甲較強，能承受一般機炮的攻擊，於飛機型態時機頭兩旁只有一門機炮。